# BS朝日ザ・ドキュメンタリー
『BS朝日 ザ・ドキュメンタリー』（ビーエスあさひ ザ・ドキュメンタリー）は、2015年4月9日からBS朝日で放送されているドキュメンタリー番組である。BS朝日とテレビ朝日とViViAの共同製作。放送時間は毎週木曜 19:00 - 20:54 （日本標準時）。
2018年04月07日から2019年03月23日までの間は土曜 19:00 - 20:54で放送されていた。
2019年03月23日を最後にレギュラー放送終了。以降は不定期で放送している。
戦後70年の間に起きたさまざまな出来事が後の日本にどう影響を与えているのかを検証している番組で、貴重な映像や証言とともにそれらを振り返っている。

## 放送リスト
| 回数 | 放送日         | テーマ（新規放送のみをカウント）                                              |
| ---- | -------------- | ----------------------------------------------------------------------------- |
| 1    | 2015年4月9日   | 世紀のパレード！ 美智子さまが嫁いだ日                                         |
| 2    | 2015年？月？日 | “伝説の不死鳥コンサート” 美空ひばりが遺したかった歌                           |
| 3    | 2015年4月30日  | 傑作選「密着！小さな命の物語」                                                |
| 4    | 2015年5月7日   | 昭和の大横綱 大鵬 家族が明かす引退秘話                                        |
| 5    | 2015年5月14日  | 女の情念に生きる 作家・宮尾登美子 波乱の人生、その源流とは…                   |
| 6    | 2015年5月21日  | 慎太郎と裕次郎 時代に風穴をあけた若者たち                                     |
| 7    | 2015年5月28日  | 15周年記念傑作選 龍宮は舞い降りた 〜1300年の時を超えて甦る薬師寺〜            |
| 8    | 2015年6月4日   | 大橋巨泉がん4度目の闘い 〜治す人治さぬ人…命のドキュメント〜                   |
| 9    | 2015年6月25日  | 「19歳が見た沖縄の戦い」 〜悲劇！封印された島民の叫び〜                       |
| 10   | 2015年7月15日  | 終戦70年記念企画 戦いが聴こえた〜ラジオが伝えた太平洋戦争〜                   |
| 11   | 2015年？月？日 | 開局15周年記念企画 幻の甲子園 〜戦争に埋もれた球児たちの夏〜                  |
| 12   | 2015年？月？日 | 植木等「スーダラ伝説」〜日本一の無責任男 お父さんたちへの応援歌〜             |
| 13   | 2015年？月？日 | お笑い芸人 又吉直樹が芥川賞 『火花』誕生秘話と文学界の今                      |
| 14   | 2015年？月？日 | うちら陽気な“かしまし娘”                                                      |
| 15   | 2015年？月？日 | マイナス60℃の女性記者 南極・北極を取材した12年                                |
| 16   | 2015年？月？日 | どこへいく？新国立競技場〜東京オリンピックをつくった男たち〜                  |
| 17   | 2015年？月？日 | 特別編 島倉千代子 三回忌 熱唱30曲！ 貴重映像で綴る歌人生                      |
| 18   | 2015年？月？日 | 坂本九〜幸せを売る芸人〜                                                      |
| 19   | 2015年？月？日 | 時分の花からまことの花へ 〜歌舞伎役者 片岡愛之助が見る未来〜                  |
| 20   | 2015年？月？日 | 美智子さまから雅子さまへ… 世紀のパレード発掘秘話！ 〜皇室を守った親子の物語〜 |
| 21   | 2015年？月？日 | 手塚治虫、赤塚不二夫、松本零士… 昭和の天才漫画家たち                          |
| 22   | 2016年1月14日  | 闘い続けた男！大島渚 〜盟友・田原総一朗がたどる〜                             |
| 23   | 2016年2月11日  | 93歳！今なお現役 爆笑漫才師・内海桂子                                         |
| 24   | 2016年2月18日  | マスターズ甲子園 〜元高校球児のオヤジ頑張る〜                                 |
| 25   | 2016年3月3日   | 3.11から5年 中村雅俊が見た被災地の今 〜ワスレナイ…そして未来へ〜              |
| 26   | 2016年3月17日  | 勝新太郎 〜破天荒伝説の真実〜                                                 |
| 27   | 2016年3月24日  | 東京が焼き尽くされた日〜今語る東京大空襲の真実〜                              |
| 28   | 2016年5月12日  | 天才落語家・立川談志 ～異端と呼ばれた男の素顔～                               |
| 29   | 2016年5月26日  | それでも私は、デモに行く ～ここは国会前。変わるかニッポン                     |

## スタッフ
- ナレーション：近藤サト
- 撮影：西山政宏
- 音声：土井崇
- オフライン：榊耕平
- EED：山本亮太、國井哲也
- VFX：川田勝一
- 音効：鈴木路子、村井雅史
- MA：金城正幸
- 広報：田中久美香
- デスク：小泉真弓
- 演出補：高橋康弘
- ディレクター：飯塚諒
- 総合演出：三浦大輔（ViViA）
- プロデューサー：森本茂樹、魏治康、冬柴英志／中嶋豪／加納満、中澤慎吾
- 制作：BS朝日、テレビ朝日、ViViA